# Rhinogobius candidianus
Rhinogobius candidianus és una espècie de peix de la família dels gòbids i de l'ordre dels perciformes.
Els mascles poden assolir 7,8 cm de longitud total.
És un peix d'aigua dolça i de clima subtropical.
Es troba a Àsia: la Xina i Taiwan.
És inofensiu per als humans.